# Scolecobonaria
Scolecobonaria — рід грибів. Назва вперше опублікована 1962 року.

## Класифікація
Згідно з базою MycoBank до роду Scolecobonaria відносять 2 офіційно визнані види:
- Scolecobonaria filiformis
- Scolecobonaria lithocarpi